# Folketingsmedlemmer valgt i 1943
Ved folketingsvalget den 23. marts 1943 indvalgtes kandidater fra følgende partier:
| Partibogstav | Partinavn | Partinavn                                    | Mandater | +/- |
| ------------ | --------- | -------------------------------------------- | -------- | --- |
| A            |           | Socialdemokratiet                            | 66       | +2  |
| B            |           | Det Radikale Venstre                         | 13       | -1  |
| C            |           | Det Konservative Folkeparti                  | 31       | +5  |
| D            |           | Venstre                                      | 28       | -2  |
| E            |           | Danmarks Retsforbund                         | 2        | -1  |
| F            |           | Bondepartiet                                 | 2        | -2  |
| N            |           | Danmarks Nationalsocialistiske Arbejderparti | 3        | 0   |
| R            |           | Dansk Samling                                | 3        | +3  |

NB: Da Danmarks Statistik ikke har offentliggjort opgørelsen over valget på Færøerne, er kun de danske medlemmer medtaget på denne liste.

## De valgte medlemmer
| Navn                                | Parti                                        |
| ----------------------------------- | -------------------------------------------- |
| Kristen Amby                        | Det Konservative Folkeparti                  |
| Alfred Marius Reinholdt Andersen    | Socialdemokratiet                            |
| Alsing E. Andersen                  | Socialdemokratiet                            |
| Anders Chr. Fr. Andersen            | Socialdemokratiet                            |
| Anders Kr. Harbo Andersen           | Socialdemokratiet                            |
| Anders Marinus Vilh. Peter Andersen | Socialdemokratiet                            |
| Christen Andersen                   | Socialdemokratiet                            |
| Niels Peter Andreasen               | Det Radikale Venstre                         |
| Alfred Andreassen                   | Socialdemokratiet                            |
| Erik Appel                          | Venstre                                      |
| Peter Helge N. Bangsted             | Danmarks Nationalsocialistiske Arbejderparti |
| Alfred Dahm Bindslev                | Det Konservative Folkeparti                  |
| Chr. E. Boeck-Hansen                | Det Konservative Folkeparti                  |
| Laurits Julius Bomholt              | Socialdemokratiet                            |
| Kristen M. Bording                  | Socialdemokratiet                            |
| Ole P. Bouet                        | Det Konservative Folkeparti                  |
| Vagn Hans C. Bro                    | Venstre                                      |
| Søren Brorsen                       | Venstre                                      |
| Erik Finnemann Bruun                | Det Konservative Folkeparti                  |
| Vilh. Buhl                          | Socialdemokratiet                            |
| Jens Kaj R. Bundvad                 | Socialdemokratiet                            |
| Karl Bøgholm                        | Det Konservative Folkeparti                  |
| Oluf Vilh. Carlsson                 | Socialdemokratiet                            |
| Chr. Rasmus Christensen             | Det Konservative Folkeparti                  |
| Ludvig Christensen                  | Socialdemokratiet                            |
| Carl Christian M. Christiansen      | Socialdemokratiet                            |
| Peder Halskov Clausager             | Det Radikale Venstre                         |
| Frits Clausen                       | Danmarks Nationalsocialistiske Arbejderparti |
| G. E. J. Dahl                       | Socialdemokratiet                            |
| Bertel Dahlgaard                    | Det Radikale Venstre                         |
| Fr. Marinus Dalgaard                | Socialdemokratiet                            |
| Oluf E. Einer-Jensen                | Socialdemokratiet                            |
| Niels M. A. Elgaard                 | Venstre                                      |
| Erik Eriksen                        | Venstre                                      |
| Holger Edvard Eriksen               | Socialdemokratiet                            |
| Lorents P. Fabricius                | Det Konservative Folkeparti                  |
| Povl Falk-Jensen                    | Det Konservative Folkeparti                  |
| K. V. K. Fibiger                    | Det Konservative Folkeparti                  |
| Einar Friis                         | Socialdemokratiet                            |
| Hartvig M. Frisch                   | Socialdemokratiet                            |
| Simon Johansen From                 | Venstre                                      |
| Jørgen Georg Gram                   | Venstre                                      |
| Victor Bernhardt Gram               | Socialdemokratiet                            |
| Axel Marius Hansen                  | Det Radikale Venstre                         |
| Hans Chr. Svane Hansen              | Socialdemokratiet                            |
| Hans Peter Hansen (Slagelse)        | Socialdemokratiet                            |
| Hans Peter Hansen (Stege)           | Socialdemokratiet                            |
| Johs. T. C. Hansen                  | Socialdemokratiet                            |
| Laurits Hansen                      | Socialdemokratiet                            |
| Leonhard Hansen                     | Socialdemokratiet                            |
| Ludvig Qvist Hansen                 | Socialdemokratiet                            |
| Poul Carl Zukunft Hansen            | Socialdemokratiet                            |
| Rasmus Hansen                       | Socialdemokratiet                            |
| Henning Hasle                       | Det Konservative Folkeparti                  |
| Therkel Hauberg                     | Socialdemokratiet                            |
| Hans Chr. Hedtoft-Hansen            | Socialdemokratiet                            |
| Marius Janus Heilesen               | Venstre                                      |
| Halfdan Hendriksen                  | Det Konservative Folkeparti                  |
| Otto Himmelstrup                    | Venstre                                      |
| Poul Hjermind                       | Det Konservative Folkeparti                  |
| Ove Høegh-Guldberg Hoff             | Dansk Samling                                |
| Svend Aa. Horn                      | Socialdemokratiet                            |
| Søren Chr. Hougaard                 | Socialdemokratiet                            |
| Flemming Friis Hvidberg             | Det Konservative Folkeparti                  |
| Hans Thyge Jacobsen                 | Det Konservative Folkeparti                  |
| Albinus Jensen                      | Socialdemokratiet                            |
| Jens Chr. Jensen (København)        | Socialdemokratiet                            |
| Jens Kr. Jensen (Lillering)         | Socialdemokratiet                            |
| Jens Kristian Jensen (Gørding)      | Det Radikale Venstre                         |
| Lars Peter Kaj Jensen               | Socialdemokratiet                            |
| Marius Jensen                       | Venstre                                      |
| Niels Arnth E. Jensen               | Venstre                                      |
| Peder David Jensen                  | Det Radikale Venstre                         |
| Jens Chr. Jensen-Broby              | Venstre                                      |
| Kristian Juul                       | Venstre                                      |
| Ejner Jørgensen                     | Danmarks Nationalsocialistiske Arbejderparti |
| Jørgen Peder Laurits Jørgensen      | Det Radikale Venstre                         |
| Otto Fr. Rasmus Kier                | Det Konservative Folkeparti                  |
| Johannes Kjærbøl                    | Socialdemokratiet                            |
| Hans Conrad Koefoed                 | Venstre                                      |
| Peder Korsgaard                     | Det Konservative Folkeparti                  |
| Ole Bjørn Kraft                     | Det Konservative Folkeparti                  |
| Knud Kristensen                     | Venstre                                      |
| Holger J. Larsen                    | Socialdemokratiet                            |
| Holger Wilh. Larsen                 | Socialdemokratiet                            |
| Lars Marinus Larsen (Bjerre)        | Socialdemokratiet                            |
| Marinus Larsen (Kolding)            | Socialdemokratiet                            |
| Otto Victor Larsen                  | Det Konservative Folkeparti                  |
| Søren Peter Larsen                  | Venstre                                      |
| Carl Bollerup Madsen                | Socialdemokratiet                            |
| Anders Chr. Mortensen               | Socialdemokratiet                            |
| Morten F. Mortensen                 | Socialdemokratiet                            |
| Peter H. Mortensen                  | Socialdemokratiet                            |
| Peter Rochegune Munch               | Det Radikale Venstre                         |
| Gerda Mundt                         | Det Konservative Folkeparti                  |
| Aksel Møller                        | Det Konservative Folkeparti                  |
| Frede Nielsen                       | Socialdemokratiet                            |
| Harald Nielsen                      | Venstre                                      |
| Chr. M. Norlev                      | Danmarks Retsforbund                         |
| Otto Kr. Marius Nygaard             | Det Radikale Venstre                         |
| Johs. Elsenius Nørgaard             | Venstre                                      |
| Laust L. Nørskov                    | Venstre                                      |
| H. E. Odgaard                       | Socialdemokratiet                            |
| Jens Karl Olsen                     | Det Konservative Folkeparti                  |
| Lars M. Olsen                       | Socialdemokratiet                            |
| Axel Peder Ivan Pedersen            | Socialdemokratiet                            |
| Gustav Pedersen                     | Socialdemokratiet                            |
| Lauritz Pedersen                    | Venstre                                      |
| Oluf Pedersen                       | Danmarks Retsforbund                         |
| Carl Petersen                       | Socialdemokratiet                            |
| Harald Petersen                     | Venstre                                      |
| Peter Petersen                      | Det Konservative Folkeparti                  |
| Hans Pinstrup                       | Venstre                                      |
| Poul Th. Poulsen                    | Socialdemokratiet                            |
| Jens Chr. William Prieme            | Det Konservative Folkeparti                  |
| Carsten Raft                        | Det Konservative Folkeparti                  |
| Kay Emun Silfverberg Rager          | Det Radikale Venstre                         |
| Hans Rasmussen                      | Socialdemokratiet                            |
| Morten Peter Rasmussen              | Det Radikale Venstre                         |
| Inger Gautier Schmit                | Venstre                                      |
| Robert Sigurd Schytz                | Socialdemokratiet                            |
| Jacob Sehested-Grove                | Socialdemokratiet                            |
| Anton K. P. Simonsen                | Socialdemokratiet                            |
| Einar Simonsen                      | Venstre                                      |
| Jens L. O. S. Smørum                | Socialdemokratiet                            |
| Otto Axel O. J. S. Sneum            | Socialdemokratiet                            |
| Hakon Stangerup                     | Det Konservative Folkeparti                  |
| Oluf Peter Steen                    | Det Radikale Venstre                         |
| Johan N. A. Strøm                   | Socialdemokratiet                            |
| Robert Stærmose                     | Dansk Samling                                |
| C. J. F. Sven                       | Det Konservative Folkeparti                  |
| Adolph Bernh. Svensson              | Det Konservative Folkeparti                  |
| Jens Sønderup                       | Venstre                                      |
| Arne Kr. Sørensen                   | Dansk Samling                                |
| Axel Ingvard Sørensen               | Socialdemokratiet                            |
| Jens Frederik Sørensen              | Socialdemokratiet                            |
| Laurids Marinus Sørensen            | Socialdemokratiet                            |
| Mads Kristian Sørensen              | Socialdemokratiet                            |
| Niels Edv. Sørensen                 | Venstre                                      |
| Poul Sørensen                       | Det Konservative Folkeparti                  |
| Valdemar Sørensen                   | Det Radikale Venstre                         |
| Jens Thomsen                        | Bondepartiet                                 |
| Valdemar Thomsen                    | Bondepartiet                                 |
| Anthon Vesterager                   | Det Konservative Folkeparti                  |
| Wm. L. Villumsen                    | Socialdemokratiet                            |
| Carl Aug. S. Westermann             | Det Konservative Folkeparti                  |
| Olav Øllgaard                       | Venstre                                      |
| Ole Østergaard                      | Venstre                                      |

## Personskift i perioden 1943-45
| Stedfortræder           | Parti                       | Afløst medlem        | Dato              | Årsag                          |
| ----------------------- | --------------------------- | -------------------- | ----------------- | ------------------------------ |
| Christian Charles Olsen | Socialdemokratiet           | Albinus Jensen       | 23. februar 1944  | Jensen afgik ved døden.        |
| Mads M. Dons            | Socialdemokratiet           | Anton K. P. Simonsen | 10. maj 1944      | Simonsen afgik ved døden.      |
| Arne Rosenholm          | Socialdemokratiet           | Fr. Andersen         | 5. september 1944 | Andersen afgik ved døden.      |
| Kastrup Olsen           | Det Konservative Folkeparti | O. Bouet             | 6. oktober 1944   | Bouet indtrådte i Landstinget. |
| P. Claussen             | Det Konservative Folkeparti | William Prieme       | 24. januar 1945   | Prieme afgik ved døden.        |
| Poul Thomsen            | Det Konservative Folkeparti | Hakon Stangerup      | 2. maj 1945       | Stangerup nedlagde sit mandat. |
| Nina Andersen           | Socialdemokratiet           | Lauritz Hansen       | 3. september 1945 | Hansen nedlagde sit mandat.    |

Derudover blev Danmarks Kommunistiske Parti i henhold til lov af 7. maj 1945 tildelt tre ekstra mandater i Folketinget. Partiet var af den tyske besættelsesmagt forbudt opstilling ved folketingsvalget i 1943. De tre ny medlemmer af Folketinget var:
| Navn           | Parti                        |
| -------------- | ---------------------------- |
| Alfred Jensen  | Danmarks Kommunistiske Parti |
| Aksel Larsen   | Danmarks Kommunistiske Parti |
| Martin Nielsen | Danmarks Kommunistiske Parti |